# Netjerkaré Sziptah
Netjerkaré Sziptah (vagy Neithikerti Sziptah) az ókori Egyiptom egyik uralkodója az óbirodalom végén, az első átmeneti kor elején. Egyes tudósok a VI. dinasztia utolsó királyának tartják, mások a VII./VIII. dinasztia első uralkodójának. Rövid ideig ült a trónon az i. e. 22. század elején, abban az időben, amikor a királyi hatalom egyre jobban meggyengült és az irányítás a helyi kormányzók kezébe csúszott át.
Valószínűleg az ő nevének félreolvasásából ered a Hérodotosz és Manethón által említett Nitókrisz nevű királynő legendája, bár Netjerkaré Sziptah férfi volt.

## Említései
A Netjerkaré uralkodói név a 40. helyen szerepel a XIX. dinasztia idején összeállított abüdoszi királylistán, közvetlenül II. Nemtiemszaf (Merenré) neve után. A Netjerkaré név egy ismeretlen lelőheélyű rézeszközön is fennmaradt, amely ma a British Museum gyűjteményében található. A torinói királylistán a Neithikerti Sziptah név szerepel az 5. oszlop 7. sorában (Gardiner számozása szerint a 4. oszlop 7. sorában).

## Azonossága Nitókrisszal
Hérodotosz és Manethón is beszámol Nitókrisz egyiptomi királynőről, aki bosszút állt fivére, egyben férje meggyilkolásáért: bankettre hívta a merénylőket, majd eltérítette a Nílus folyását, hogy elárassza a termet és vízbe fojtsa őket. Manethón emellett a mitikus királynőnek tulajdonítja a gízai piramisok harmadik legnagyobbjának az építését, melyet a valóságban Menkauré építtetett. Bár Hérodotosz nem nevezi meg a meggyilkolt királyt, Manethónnál Nitókrisz neve II. Nemtiemszaf Merenré nevét követi, ezért gyakran vele azonosítják. Mivel Nemtiemszafot az abüdoszi királylistán Netjerkaré követi, Ludwig Stern német egyiptológis 1883-ban felvetette, hogy Netjerkaré és Nitókrisz ugyanaz a személy  lehet.
Kim Ryholt megerősítette ezt a feltételezést; szerinte a Nitókrisz név a Netjerkaré eltorzulásából ered. Ezt az is alátámasztja, hogy a torinói királylista egyik töredékén szerepel egy Neithikreti Sziptah nevű uralkodó; a papirusz rostjainak vizsgálata alapján ez a töredék a papirusznak ahhoz a részéhez tartozik, amelyen a VI. dinasztia végének királyai szerepelnek, és közvetlenül II. Nemtiemszaf után következik. Mivel az abüdoszi királylistán Nerjerkaré azon a helyen szerepel, ahol a torinói papiruszon Neithikerti Sziptah, a két uralkodó azonos lehet egymással. A Sziptah férfinév, ebből következik, hogy valójában férfi uralkodóról van szó. A Nitókrisz név a Neithikreti görögös alakja; maga a Neithikreti vagy a Netjerkaré elírásából ered, vagy Sziptah személynevének része, míg a Netjerkaré az uralkodói neve.

## Fordítás
- Ez a szócikk részben vagy egészben  a   Netjerkare Siptah című angol Wikipédia-szócikk ezen változatának fordításán alapul.  Az eredeti cikk szerkesztőit annak laptörténete sorolja fel. Ez a jelzés csupán a megfogalmazás eredetét és a szerzői jogokat jelzi, nem szolgál a cikkben szereplő információk forrásmegjelöléseként.